# العلاقات التوفالية الكندية
العلاقات التوفالية الكندية هي العلاقات الثنائية التي تجمع بين توفالو وكندا.

## مقارنة بين البلدين
هذه مقارنة عامة ومرجعية للدولتين:
| وجه المقارنة                                              | توفالو                         | كندا                     |
| --------------------------------------------------------- | ------------------------------ | ------------------------ |
| المساحة (كم2)                                             | 26                             | 9.98 مليون               |
| عدد السكان (نسمة)                                         | 11.19 ألف                      | 35.70 مليون              |
| الكثافة السكانية (ن./كم²)                                 | 43.04 ألف                      | 3.58                     |
| العاصمة                                                   | فونافوتي                       | أوتاوا                   |
| اللغة الرسمية                                             | اللغة التوفالوية، لغة إنجليزية | لغة إنجليزية، لغة فرنسية |
| العملة                                                    | دولار توفالو                   | دولار كندي               |
| الناتج المحلي الإجمالي (بليون دولار)                      | 39.73 مليون                    | 1.65 تريليون             |
| الناتج المحلي الإجمالي (تعادل القوة الشرائية) بليون دولار | 38.93 مليون                    | 1.59 تريليون             |
| الناتج المحلي الإجمالي الاسمي للفرد دولار أمريكي          | 3.29 ألف                       | 43.25 ألف                |
| الناتج المحلي الإجمالي للفرد دولار أمريكي                 | 3.77 ألف                       | 45.07 ألف                |
| مؤشر التنمية البشرية                                      |                                | 0.913                    |
| رمز المكالمات الدولي                                      | +688                           | +1                       |
| رمز الإنترنت                                              | .tv                            | .ca                      |
| المنطقة الزمنية                                           | ت ع م+12:00                    |                          |

## منظمات دولية مشتركة
يشترك البلدان في عضوية مجموعة من المنظمات الدولية، منها:
| علم المنظمة | اسم المنظمة                   | تاريخ انضمام توفالو | تاريخ انضمام كندا |
| ----------- | ----------------------------- | ------------------- | ----------------- |
|             | مؤسسة التنمية الدولية         | 24 يونيو 2010       | 24 سبتمبر 1960    |
|             | الأمم المتحدة                 | 5 سبتمبر 2000       | 9 نوفمبر 1945     |
|             | دول الكومنولث                 | ?                   | ?                 |
|             | الاتحاد الدولي للاتصالات      | 15 أغسطس 1996       | 1 يوليو 1908      |
|             | البنك الدولي للإنشاء والتعمير | 24 يونيو 2010       | 27 ديسمبر 1945    |
|             | الاتحاد البريدي العالمي       | ?                   | ?                 |
|             | بنك التنمية الآسيوي           | 1993                | 1966              |
|             | منظمة حظر الأسلحة الكيميائية  | ?                   | ?                 |
|             | يونسكو                        | 21 أكتوبر 1991      | 4 نوفمبر 1946     |

## وصلات خارجية
- موقع وزارة الخارجية الكندية